# Nuoxi
 (janvier 2013).
Si vous disposez d'ouvrages ou d'articles de référence ou si vous connaissez des sites web de qualité traitant du thème abordé ici, merci de compléter l'article en donnant les références utiles à sa vérifiabilité et en les liant à la section « Notes et références ».

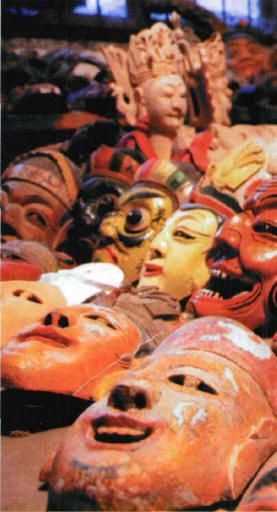
Masques de nuoxi.

Le nuoxi, ou opéra nuo (chinois simplifié : 傩戏 ; chinois traditionnel : 儺戲 ; pinyin : nuóxì) ou théâtre exorciste chinois est la forme la plus ancienne du théâtre chinois. Le nuo qui signifie « chasser les démons » est un ensemble de rituels qui permettent aux mortels d'entrer en contact avec l'au-delà afin d’apaiser les âmes errantes. Ce théâtre peut être produit grâce au port de masques ou par le biais de marionnette selon le budget (le spectacle de marionnette étant moins onéreux).

## Histoire
Pratiqué pendant les périodes de festivité, le nuoji (chinois simplifié : 傩祭 ; chinois traditionnel : 儺祭), première forme du nuo, permettait de gratifier les dieux et les ancêtres, mais aussi de conjurer les maladies et éloigner les démons des communautés humaines. Dès le XVIe siècle av. J.-C. on trouve des traces du nuoji sur les jiaguwen 甲骨文 (carapaces de tortues). Avec le temps, ces cérémonies prennent de l'importance, jusqu'à être introduites à la cour royale durant la dynastie des Zhou 周 (1046–256 av. J.-C.). L’investissement dans ces rites a pris une telle ampleur qu'il a été petit à petit transposé au théâtre durant la dynastie des Tang 唐(618-907). Apparait alors une séparation entre le nuoji et théâtre nuo qui se développe dans les grandes villes autour des années 1930. Cependant, avec l'arrivée au pouvoir du Parti communiste Chinois, toutes les formes de croyances, de pratiques spirituelles furent interdites. La censure du Parti a provoqué un affaiblissement important du nuo jusqu'à disparaitre dans de nombreux endroits. Il ne redevient célèbre que dans les années 1990.
Les deux plus importantes pièces connues à ce jour, You an long () et Mulian retourne aux enfers, sont encore jouées de nos jours dans des villages ruraux alors qu'elles ont perdu leur caractère sacré dans les villes où le tourisme est plus important.

## You Anlong(théâtre de masques)[4]

### Synopsis[5]
La pièce de You Anlong raconte l'histoire d'un jeune lettré qui part à la capitale pour passer les examens impériaux, laissant sa famille derrière lui. Brillant élève, il réussit les concours et devient fonctionnaire auprès de l'Empereur à la Cour. Le pays entre en guerre et les hommes sont appelés au front. Alors que la guerre se prolonge, sa femme restée au village familial se fait courtiser par un ami. Croyant que son mari est mort à la guerre et sous la pression de sa belle-mère, elle accepte finalement la demande à condition qu'elle puisse faire son deuil durant trois ans.
Heureusement, la guerre prend fin et You Anlong rentre au village quelques jours avant le mariage. La famille est enfin réunie après une séparation de plus de vingt ans.
Cette pièce n'existe plus que dans la ville de Suzhou (宿州 ; pinyin : Sùzhōu) située au nord de la province de l'Anhui. L'histoire illustre deux notions très présentes dans la culture chinoise: la piété filiale (孝 ; pinyin : xìao) et l’intérêt pour les lettres.

### Préparatifs
Jouée principalement dans la province de l'Anhui (安徽) lors du septième jour du premier mois lunaire, cette pièce célèbre un nouveau départ après la fête du Nouvel An.
La représentation de la pièce est précédée de plusieurs préparatifs. Au départ, la troupe de théâtre prépare le cortège pour se déplacer du lieu où a été jouée la pièce la veille vers l'endroit où elle sera jouée le soir même. Pendant que les acteurs (habitants du village qui se mettent dans la peau des personnages pour la soirée) ornent le cortège de mantras bouddhiques, on chasse les mauvais esprits en allumant des pétards qui dureront tout le trajet. À l'arrivée, la malle est déposée dans le temple des ancêtres où elle passera la nuit. On prépare les offrandes : poisson (terme homophone à celui de bonheur et abondance), tête de cochon (prospérité), alcool de riz (répandu sur le sol afin de le purifier). Durant toute la cérémonie, les pétards et l'encens sont omniprésents.

### Mise en scène

#### Danses
Danse du parapluie
L'ouverture de la représentation démarre avec une danse : la danse du parapluie. Elle permet d'invoquer le dieu masqué. La voute du parapluie symbolise la maison des dieux (le ciel), le manche en bois de bambou représente leur unique chemin vers le royaume des vivants. La voute du parapluie est composée de cinq couleurs différentes qui représentent les différentes couleurs des nuages en fonction du temps, variations de la chance et du destin. Les douze mois de l'année correspondent aux douze cycles de la danse ainsi qu'aux douze couches de tissu qui composent la voute du parapluie.
Danse de la chasse de l'oiseau rouge
Une légende raconte qu'un roi vit passer en continu pendant trois jours des oiseaux dans le ciel, symbole d'un mauvais présage, il mourut peu de temps après. Depuis, la chasse de l'oiseau rouge (qui pille les récoltes) est devenue un grand rituel qui permet de préserver les récoltes, d'apporter la paix au pays et à ses habitants.
Danse des dieux lettrés
Ces dieux choisissent celui ou ceux qui réussiront aux examens impériaux, il règle le destin littéraire de chacun.

#### Masques[7]
Les masques sont la particularité du théâtre Nuo, il en existe deux grandes familles. Les personnages qui portent les masques en bois de peuplier incarnent les divinités, ceux qui portent les masques faits en bois de saule incarnent les démons.
Les acteurs revêtent plusieurs masques durant une pièce et chacun d'entre eux évoque des valeurs précises. La forme et l'aspect du masque définissent le caractère du personnage. Par exemple, un masque dont la forme comporte cornes et dents de lapin et dont l'aspect est plutôt féroce sera la représentation d'un dieu puisqu'ils ont la charge de protéger les vivants en effrayant les ennemis potentiels.
Une fois les masques revêtus, les acteurs entrent en contact avec les dieux et sont possédés par leurs esprits. Seuls les hommes sont aptes à toucher et porter un masque.

#### Musique[9]
Quelques habitants se munissent d'instruments qui accompagnent la pièce : percussions et flute.

## Mulian目連 (théâtre de marionnette)

### Synopsis[5]
La pièce raconte l'histoire de la mère de Mulian, dame Liu qui, convertie au bouddhisme, fait vœu de ne plus manger de viande ainsi que de piété. Mais, pervertie par son frère ainsi que sa servante, elle se trahit et brise le vœu prononcé. Sur ce, elle est transportée aux enfers par une horde de démons. Mulian apprend la nouvelle et décide de la sauver. Sous l'autorisation de Bouddha, il descend aux enfers récupérer sa mère avant qu'elle ne se réincarne en chien, chat ou chèvre selon les différentes versions et la province de Chine dans laquelle se joue la pièce. Puis, par une heureuse et inattendue fin, Mulian réussit sa mission, dame Liu est délivrée de son sort et son frère ainsi que sa servante sont destinés à se réincarner en chien et chat.
Cette histoire illustre la notion de la piété filiale et met le personnage de Mulian comme un exemple de compassion.

### Préparatifs
Ce rituel s'effectue six mois après celui de You anlong, durant la période de la fête des fantômes (15e jour du septième mois lunaire). Elle correspond au passage des enfers à la terre de certains esprits et fantômes de personnes mortes prématurément et refusant de passer dans l'au-delà.
Avant de commencer la représentation, les acteurs effectuent un rituel d'offrande et de récits envers les dieux. Ils demandent aux dieux de purifier leur âme et de les protéger lorsqu'ils incarneront leurs rôles.
Durant cette célébration réalisée dans la nuit du deuxième au troisième jour, les dieux sont les seuls spectateurs. La nuit est considérée comme le meilleur moment pour établir un contact entre les hommes et les esprits.
Musique, de papier-monnaie et lanternes sont offerts aux esprits dans le but d'établir un contact. La pièce peut alors commencer.
Au matin du troisième jour, les habitants se réunissent autour de l'espace scénique. Ils apportent les objets de leurs défunts et participent au rituel afin de délivrer leur âme. Pendant la prière des villageois, les premiers instants de la pièce sont joués.

### Mise en scène
Bouddha, personnage central, délivre l'âme de la mère de Mulian. Cet acte joué sur scène est vécu par les spectateurs.
À la fin de la scène, tour à tour les gens du village jettent des morceaux de bois en forme de croissant de lune sur une dalle en pierre jusqu'à ce qu'ils tombent sur des faces contraires, signe de bon augure. C’est alors que Bouddha remet la bannière de l'âme à l'habitant. Les proches, avec la bannière qui symbolise l'âme et les vêtements bourrés de papier-monnaie qui symbolisent le corps, se rendent dans la montagne afin de bruler ces objets. L’incinération permet le passage de ses objets vers l'au-delà. Une fois remis au défunt ils lui apportent le confort (on brule entre autres des maisons en papier ou des voitures).
Les proches revenus, la dernière scène de la pièce est jouée, la mère de Mulian est délivrée.
Les lanternes installées au début de la pièce sont alors brûlées, les esprits renvoyés.

#### Musique
Les instruments de musique, suona (chinois simplifié : 唢呐, flûte chinoise au son assez aigu, voire strident) et percussions sont utilisées pour la prise de contact avec les dieux. Il n'y a pas de thème musical obligatoire et le style musical souvent assez mystique et répétitif varie cependant selon les musiciens de la troupe.